# Mezipatra

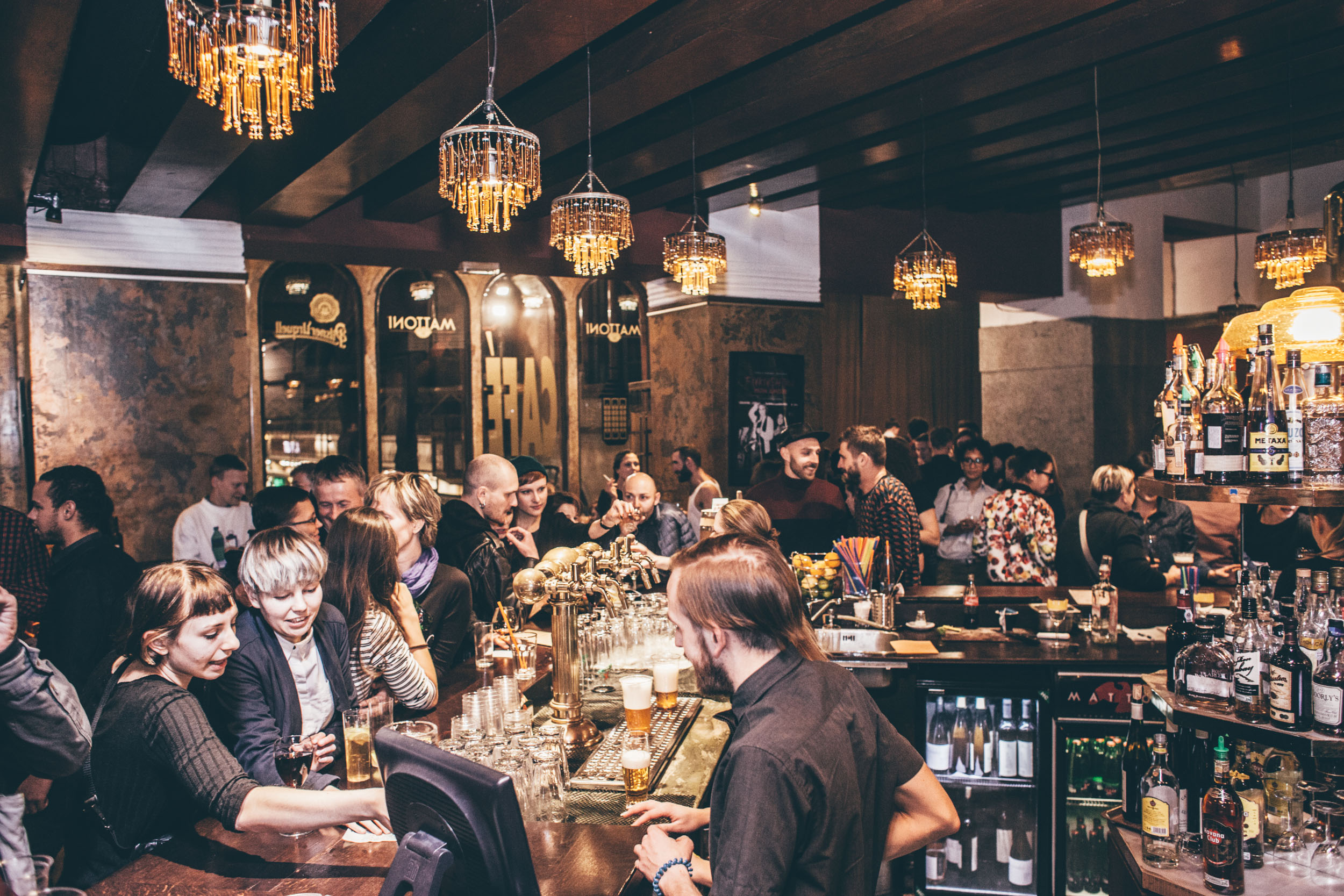
Cérémonie d'ouverture du 17e festival

Mezipátra est un festival tchèque de films queers qui présente des films sur les thèmes LGBT. Le nom Mezipatra se traduit par «mezzanine» et fait référence à la mission du festival : créer un espace de rencontre de personnes sans distinction de genre ou d'identité sexuelle. Chaque édition du festival explore un thème choisi et accueille une variété d'invités internationaux. Les événements qui l'accompagnent vont de conférences et de débats à des vernissages d'art, des représentations théâtrales ainsi que des fêtes passionnantes. Il a lieu chaque année en novembre à Prague et Brno avec des événements connexes à Ostrava, Olomouc et d'autres villes de la République tchèque. Tout au long de l'année, Mezipátra propose des projections supplémentaires dans le cadre de l'édition Mezipátra Approved. Mezipatra participe également au festival Prague Pride en organisant des projections et des débats sur des thèmes LGBT.

## Histoire
Le festival est fondé à Brno en 2000 en tant que programme d'accompagnement du concours Gay Men CZ. L'année suivante était déjà organisée en tant qu'événement distinct - une projection de film intitulée Duha nad Brnem (Arc-en-ciel sur Brno). En 2002, le festival commence à utiliser le nom de Mezipátra avec le sous-titre tchèque gay and lesbian film festival. La même année, le festival s'est étendu à Prague et les années suivantes à d'autres villes de la République tchèque et de la Slovaquie. Depuis 2009, le festival utilise le nouveau sous-titre queer film festival. Mezipatra est fondée par une association civique appelée STUD Brno. Depuis 2013, il est organisé par une association enregistrée Mezipatra, STUD est co-organisatrice dans le cadre du contrat de licence.

## Lauréats
Dès la 4e édition, Mezipátra a introduit des prix du jury. Les gagnants ont été :
Prix du jury principal du meilleur long métrage
- 2021 : Jumbo, Zoé Wittock, France/Belgique/Luxembourg
- 2020 :  No Hard Feelings, Faraz Shariat, Allemagne
- 2019 : Adam, Rhys Ernst, États-Unis [2]
- 2018 : We the Animals, Jeremiah Zagar, États-Unis
- 2017 : Les bums de plage, Eliza Hittman, États-Unis
- 2016: L'Ornithologue (O Ornitólogo), João Pedro Rodrigues, Portugal/France/Brésil [3]
- 2015 : Sworn Virgin (film 2015) (Vergine giurat), Laura Bispuri, Italie/Suisse/Allemagne/Albanie
- 2014 : Something Must Break (Nånting måste gå sönder), Ester Martin Bergsmark, Suède
- 2013 : Rosie (Rosie), Marcel Gisler, Allemagne
- 2012 : Gardez les lumières allumées, Ira Sachs, États-Unis
- 2011 : Trigger, Bruce McDonald, Canada
- 2010 : 80 jours (80 Egunean), Jon Garaño & José Mari Goenaga, Espagne
- 2009 : Morrer como um homem, João Pedro Rodrigues, France/ Portugal
- 2008 : Mel et Jenny(Mein Freund aus Faro), Nana Neul, Allemagne
- 2007 : Les Témoins, André Téchiné, France
- 2006 :  Whole new thing Amnon Buchbinder, Canada
- 2005 : Cachorro, Miguel Albaladejo, Espagne
- 2004 : Do I love you?, Lisa Gornick, Royaume-Uni
- 2003 :Oi! Warning, Benjamin & Dominik Reding, Allemagne